# Commellus colon
Commellus colon är en insektsart som beskrevs av Henry Fairfield Osborn och Ball 1897. Commellus colon ingår i släktet Commellus och familjen dvärgstritar. Inga underarter finns listade i Catalogue of Life.